# Faller
Faller – niemiecki producent budynków do makiet kolejowych.

## Historia

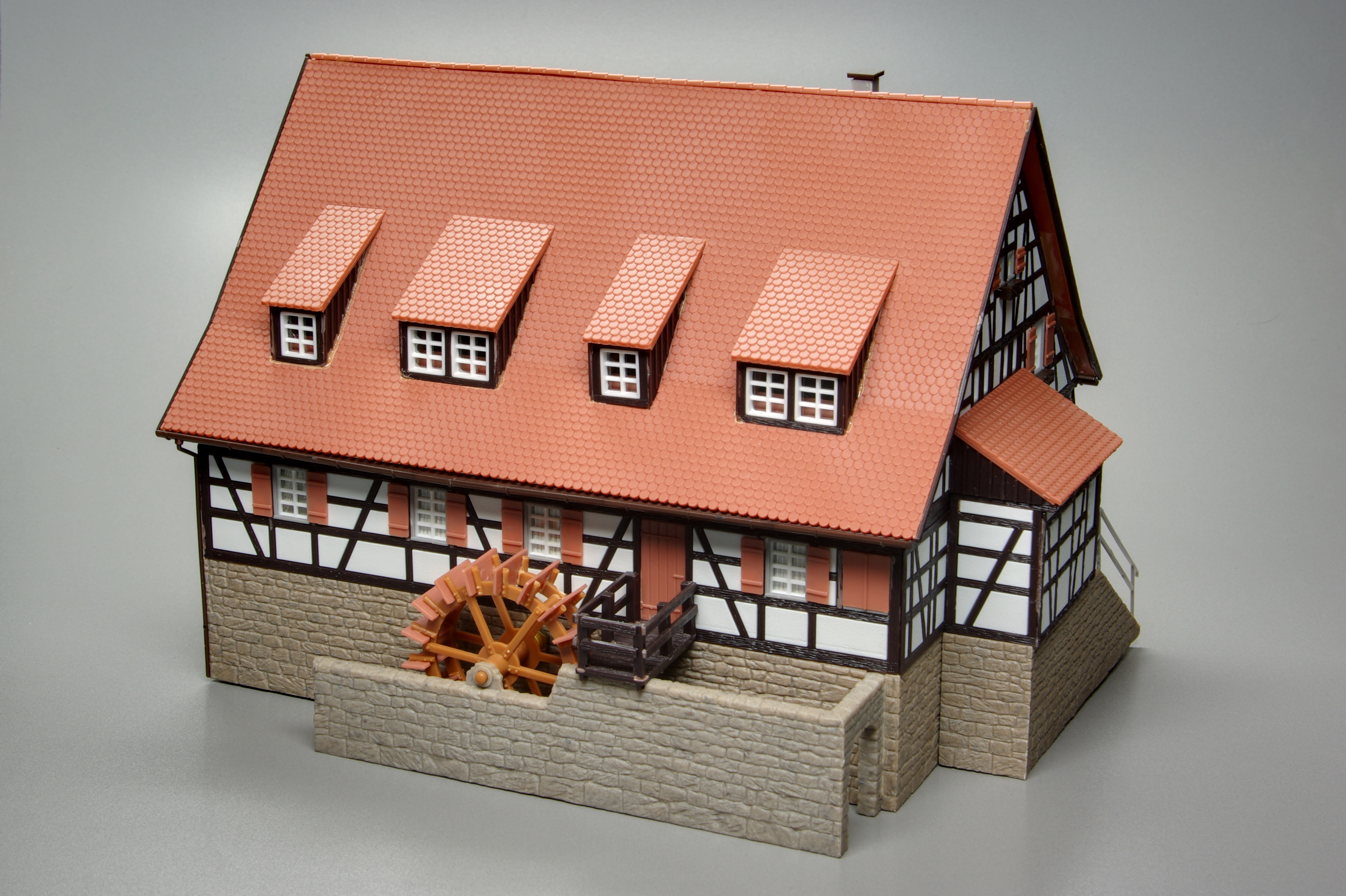
Model budynku wykonany przez Fallera

Przedsiębiorstwo zostało założone w 1946 roku jako producent budynków do makiet kolejowych. Pierwsze zaprojektowane budynki były wykonywane z drewna. 28 sierpnia 2009 roku spółka złożyła wniosek o ogłoszenie upadłości z powodu niewypłacalności przedsiębiorstwa. Syndykiem spółki został mianowany stuttgarcki prawnik. W kwietniu 2010 roku postępowanie upadłościowe zostało zakończone pomyślnie. W siedzibie przedsiębiorstwa zlokalizowana jest wystawa makiet kolejowych.